# Нунан (Северна Дакота)
Нунан (енгл. Noonan) град је у америчкој савезној држави Северна Дакота.

## Демографија
По попису из 2010. године број становника је 121, што је 33 (-21,4%) становника мање него 2000. године.
| Група             | 2000.        | 2010.       |
| Белци             | 154 (100,0%) | 115 (95,0%) |
| Афроамериканци    | 0 (0,0%)     | 0 (0,0%)    |
| Азијати           | 0 (0,0%)     | 2 (1,7%)    |
| Хиспаноамериканци | 0 (0,0%)     | 1 (0,8%)    |
| Укупно            | 154          | 121         |